# Huachu rozado
Le Huachu rozado, parfois orthographié wachu rozado, est un système ancestral, probablement d'origine pré-colombienne, de culture de la pomme de terre et d'autres tubercules en alternance avec des prairies. Ce système, qui fait appel à un labour manuel simplifié, est encore pratiqué dans le nord de l'Équateur, notamment dans la province de Carchi. 
Huachu est un terme de la langue quechua signifiant « sillon ».

## Pratique actuelle
Ce système de labour simplifié, totalement manuel, permet de convertir une pâture en champ de pommes de terre, ou de tubercules secondaires comme l'ulluco (Ullucus tuberosus) et l'oca (Oxalis spp.).
Il consiste à ouvrir des sillons en retournant les mottes de gazon découpées, le côté herbeux sur le sol, de manière que leur bords viennent au contact de celles qui seront retournées pour le sillon suivant. 
Les tubercules sont ensuite semés, deux semaines après la préparation du sol, entre les mottes et recouverts par celles-ci, en contact avec l'herbe en voie de décomposition, et non avec la terre, et bénéficiant ainsi d'un microclimat et d'une activité biologique favorables à la germination.
Deux ou trois cultures de pommes de terre peuvent ainsi se succéder, suivies de deux ou trois années de prairies. 
Cette rotation présente plusieurs avantages, apport de la matière organique accumulée, notamment par le kikuyo (Pennisetum clandestinum), limitation des agents pathogènes, et revenu complémentaire provenant de l'élevage laitier, appréciable étant donné les fluctuations de prix de la pomme de terre.
Il se pratique principalement dans la province de Carchi située dans le nord de l'Équateur près de la frontière colombienne, à des altitudes comprises entre 2800 et 3600 mètres. Cette zone représentative des paramos des Andes bénéficie de sols fertiles d'origine volcanique du type andosols selon la classification des sols de la FAO, parmi les plus productifs du monde. Elle bénéficie également, du fait de sa position proche de l'équateur d'une insolation et d'une pluviométrie bien répartie au long de l'année. Elle produit 40 % des pommes de terre équatoriennes sur 25 % de la sole qui leur est consacrée. La préparation du sol est largement motorisée (tracteurs), dans un système évoluant vers la monoculture. Le huacho rozado est principalement pratiqué par de petits ou moyens agriculteurs, les exploitations les plus importantes l'excluent car il est trop coûteux en main d'œuvre, d'autant plus que celle-ci se raréfie du fait de l'émigration vers les États-Unis ou l'Espagne, et est de plus en plus remplacée par des travailleurs colombiens non formés à cette pratique. 
Le huacho rozado est pratiqué aussi à Salinas (province de Bolívar) dans le centre de l'Équateur.

## Évaluation scientifique
Longtemps négligé par les autorités équatoriennes, le huachu rozado a fait l'objet d'une évaluation lancée en 2003 par l'Instituto nacional autónomo de investigaciones agropecuarias (INIAP) en collaboration avec le Programa de modernización de servicios agropecuarios (Promsa) et le Centre international de la pomme de terre. Celle-ci a conclu notamment à l'intérêt de cette technique pour la conservation des sols et l'amélioration de la qualité des tubercules, mais en contrepartie d'un coût de main d'œuvre plus élevé que dans le cas d'un labour classique.